# Адине
Адине (итал. Adine) је насеље у Италији у округу Сијена, региону Тоскана.
Према процени из 2011. у насељу је живело 13 становника. Насеље се налази на надморској висини од 516 м.